# Lý Ngật
Lý Ngật (tiếng Trung giản thể: 李屹, bính âm Hán ngữ: Lǐ Yì, sinh tháng 2 năm 1960, người Hán) là nhạc sĩ, chính trị gia nước Cộng hòa Nhân dân Trung Hoa. Ông là Ủy viên Ủy ban Trung ương Đảng Cộng sản Trung Quốc khóa XX, khóa XIX, hiện là Bí thư Đảng tổ, Phó Chủ tịch, Bí thư Ban Bí thư Hội Liên hiệp Văn học Nghệ thuật Trung Quốc. Ông từng là Bộ trưởng Bộ Tuyên truyền Khu ủy Tân Cương.
Lý Ngật là đảng viên Đảng Cộng sản Trung Quốc, học vị Cử nhân Lịch sử, là nhạc sĩ với những tác phẩm âm nhạc truyền thống về thiên nhiên, tình cảm gia đình. Ông có sự nghiệp hơn 30 năm ở Tân Cương trước khi được điều về trung ương, tham gia lãnh đạo đoàn thể của giới văn học nghệ thuật Trung Quốc.

## Xuất thân và giáo dục
Lý Ngật sinh vào tháng 2 năm 1960 tại địa khu Aksu, Tân Cương, Cộng hòa Nhân dân Trung Hoa, nguyên quán tại huyện Cừ của chuyên khu Đại Trúc (大竹专区), nay thuộc địa cấp thị Đạt Châu, tỉnh Tứ Xuyên. Tháng 9 năm 1979, ông thi cao khảo đỗ Đại học Tân Cương, tới thủ phủ Ürümqi theo học và tốt nghiệp Cử nhân Lịch sử vào tháng 7 năm 1983. Tháng 12 năm 1996, ông tham gia khóa học tại chức về tài chính và ngân hàng tại Khoa Kinh tế thương mại của Viện nghiên cứu sinh, Viện Khoa học xã hội Trung Quốc trong 2 năm cho đến tháng 11 năm 1998. Lý Ngật được kết nạp Đảng Cộng sản Trung Quốc vào tháng 5 năm 1984, từng tham gia khóa tiến tu lớp thứ 2 từ tháng 9 năm 1996 đến tháng 1 năm 1997 tại Trường Đảng Trung ương Đảng Cộng sản Trung Quốc.

## Sự nghiệp
Tháng 9 năm 1977, trong những năm cuối cùng của Phong trào vận động tiến về nông thôn, Lý Ngật thuộc diện thanh niên trí thức ở Tân Cương, là thành viên của Đại đội 6, Trung đoàn 16, Sự đoàn Nông thôn thứ nhất của Binh đoàn Sản xuất và Xây dựng Tân Cương. Khi phong trào kết thúc năm 1984 thì ông được điều động làm công nhân điện tại Trạm điện thứ cấp Thắng Lợi ở địa khu Aksu, Tân Cương. Sau đó, ông đi học đại học ở Ürümqi, tốt nghiệp thì được trường giữ lại làm phụ đạo viên chính trị Khoa Lịch sử của Đại học Tân Cương hơn 1 năm. Tháng 6 năm 1984, ông được điều tới Sảnh Văn phòng Khu ủy Khu tự trị Uyghur Tân Cương làm Thư ký Phòng Thư ký thứ 3 rồi Phòng Thư ký thứ nhất của sảnh. Giai đoạn 1984–95, ông là thư ký ở đây, thăng cấp thư ký cấp phó phòng vào tháng 11 năm 1990, cấp chính phòng vào tháng 4 năm 1992. Tháng 9 năm 1995, Lý Ngật được bổ nhiệm làm Phó Chủ nhiệm Sảnh Văn phòng Khu ủy Tây Tạng, từng kiêm nhiệm vị trí Trợ lý Thanh tra của Phòng Thanh tra thuộc Văn phòng Trung ương Đảng Cộng sản Trung Quốc. Tháng 2 năm 1999, ông nhậm chức Phó Tổng thư ký Khu ủy Tây Tạng, rồi kiêm nhiệm Chủ nhiệm Sảnh Văn phòng Đảng ủy khu tự trị này từ tháng 1 năm 2000. Trong giai đoạn này, về mặt xã hội, ông được mời làm giáo sư thỉnh giảng thường xuyên của Đại học Sư phạm Tân Cương, lĩnh vực âm nhạc của Học viện Âm nhạc thuộc trường.
Tháng 12 năm 2004, Lý Ngật được bầu vào Ủy ban Thường vụ Khu ủy Tân Cương, phân công làm Bộ trưởng Bộ Tuyên truyền Khu ủy. Được tròn 6 năm cho đến cuối năm 2010, sau hơn 30 năm công tác ở quê nhà Tân Cương, ông được điều về trung ương, chuyển sang khối đoàn thể nhân dân với chức vụ Phó Bí thư Đảng tổ Hội Liên hiệp Văn học Nghệ thuật Trung Quốc. Trong kỳ đại hội lần thứ 9 vào ngày 22–25 tháng 11 năm 2011 của hiệp hội, ông được bầu làm Phó Chủ tịch, Bí thư Ban Bí thư của hiệp hội này, tái đắc cử ở khóa X từ 2016, đến tháng 3 năm 2017 thì được chỉ định làm Bí thư Đảng tổ của hiệp hội, cấp chính bộ trưởng. Tháng 10 năm 2017, ông tham gia Đại hội Đảng Cộng sản Trung Quốc lần thứ XIX, được bầu làm Ủy viên Ủy ban Trung ương Đảng Cộng sản Trung Quốc khóa XIX. Đến 2021, ông tiếp tục giữ các vị trí Bí thư Đảng tổ, Bí thư Ban Bí thư, Phó Chủ tịch Hội Liên hiệp Văn học Nghệ thuật Trung Quốc khóa XI. Vào cuối năm 2022, ông tiếp tục tham gia Đại hội Đảng Cộng sản Trung Quốc lần thứ XX từ đoàn đại biểu khối cơ quan trung ương Đảng và Nhà nước. Trong quá trình bầu cử tại đại hội, ông tái đắc cử là Ủy viên Ủy ban Trung ương Đảng Cộng sản Trung Quốc khóa XX.

## Lĩnh vực âm nhạc
Lý Ngật yêu âm nhạc từ khi còn nhỏ, ông bắt đầu tự học sáng tác sau khi theo học Khoa Lịch sử của Đại học Tân Cương năm 1979 và đã viết, xuất bản hàng chục tác phẩm. Trong sự nghiệp công tác ở các cơ quan Đảng và chính quyền thời gian dài, ông thường sáng tác trong thời gian rảnh rỗi. Phong cách âm nhạc trong các tác phẩm của ông được biết đến là tinh tế, hùng tráng và lưu loát, cảm xúc sâu sắc, với các tác phẩm nổi tiếng như Muztagh Ata bản lời và bản giao hưởng, viết về ngọn núi cùng tên của cao nguyên Thanh Tạng; Lão phụ thân; Chúng ta là huynh đệ tỷ muội; Tương giang luyến; Hoàng thổ pha Hoàng thổ nguyên; A, hồ Kanas về thắng cảnh Kanas Tân Cương. Các bài hát của ông thường được hát bởi những ca sĩ quân đội như Ngô Bích Hà, Lưu Ngọc Uyển, Lôi Giai, Liêm Duy Văn, phát sóng trên Đài Truyền hình Trung ương Trung Quốc, Đài Truyền hình Phượng Hoàng. Một số bài hát có ảnh hưởng như bài Lão phụ thân được đưa vào tiết mục chương trình giảng dạy của Học viện Âm nhạc Trung Quốc; Muztagh Ata 2004 đạt giải "Đóng góp xuất sắc nhất" trong hội diễn Quân Giải phóng Nhân dân Trung Quốc, Muztagh Ata bản hợp xướng 2011 đạt giải thưởng xuất sắc trong Cuộc thi Sáng tác hợp xướng Trung Quốc.